# D 827 (Türkei)
Die Straße D 827 (Devlet yolu 827) ist eine 45 km lange Straße in der Türkei. Sie ist Teil der Europastraße 98. Beim Erdbeben vom 6. Februar 2023 wurde sie stark beschädigt.

## Verlauf
Die Straße zweigt in Kırıkhan von der D 825 nach Süden ab und verläuft nahe der Grenze zu Syrien nach Reyhanlı. Sie trifft auf die Straße D 420 und biegt nach Osten zum Grenzübergang Cilvegözü Sınır Kapısı ab, an dem sie in die syrische Straße 5 nach Aleppo (Halab) übergeht.